# Google WiFi
Google WiFi部署在加利福尼亚州的山景城，是一个市政无线网络。此服务完全由Google提供。Google已承诺保持服务免费至2010年。截至2012年3月，仍在提供服务。

## 使用方法
Google称，你只需要一个支持Wi-Fi的设备和一个Google帐户，并连接到网络名为“Google WiFi”的网络，即可使用。
对于个人使用，Google表示，在建筑物内他们提供的信号将更好。

## 在其他城市
Google Wifi目前仅在美国加利福尼亚州旧金山可用，以后将支持其他城市，但没有任何具体的时限。

## 历史
这项服务是由Google于2005年9月20日发布，于2006年8月16正式上线服务。Google WiFi服务范围包括整个山景城。Google在这个项目上与企业家、工程师贾兹邦加及其他的公司UnWire Now, Inc.合作。